# Зарище
Зарище (укр. Зарище) — село в Добросинско-Магеровской сельской общине Львовского района Львовской области Украины.
Население по переписи 2001 года составляло 79 человек. Занимает площадь 11,50 км². Почтовый индекс — 80337. Телефонный код — 3252.